# Jupiter Inlet Colony
Jupiter Inlet Colony è un comune degli Stati Uniti d'America, situato in Florida, nella Contea di Palm Beach.